# La Foudre d'en bas
Pour plus de détails, voir Fiche technique et Distribution.
La Foudre d'en bas (titre original : Thunder Below) est un film américain pré-Code réalisé par Richard Wallace et sorti en 1932.

## Résumé
Une épouse malheureuse, tombe amoureuse de l'ami de son mari, ce dernier ignorant tout de la situation.

## Fiche technique
- Titre original : Thunder Below
- Réalisation : Richard Wallace
- Scénario : Sidney Buchman, Josephine Lovett d'après le roman Thunder Below de Thomas Rourke paru en 1931[1]
- Production : Paramount Pictures
- Photographie : Charles Lang
- Musique : Sigmund Krumgold, Stephan Pasternacki
- Genre : Mélodrame[2]
- Distributeur : Paramount Pictures
- Durée : 67 minutes
- Date de sortie :
  - États-Unis : 17 juin 1932

## Distribution
- Tallulah Bankhead : Susan
- Charles Bickford : Walt
- Paul Lukas : Ken
- Eugene Pallette : Bill Horner
- Ralph Forbes : Davis
- Leslie Fenton : Webb
- James Finlayson : Scotty
- Mona Rico : Pajarita (non créditée)